# The Garden (film, 1990)
Pour les articles homonymes, voir The Garden.
Pour plus de détails, voir Fiche technique et Distribution.
The Garden est un film expérimental britannique réalisé par Derek Jarman, sorti en 1990.

## Synopsis
Une femme, peut-être la Madone, apporte son bébé à une foule de paparazzi intrusifs ; elle veut fuir. Deux amants homosexuels se marient et sont arrêtés par les forces de l'ordre. Ils sont humiliés et battus. Égarés dans ce monde contemporain où Jésus est encore fort présent, il faut pouvoir survivre à l'intolérance et le meurtre.

## Fiche technique
- Titre : The Garden
- Réalisation : Derek Jarman
- Musique : Simon Fisher-Turner
- Photographie : Christopher Hughes
- Montage : Peter Cartwright
- Production : James Mackay (en)
- Société de production : Basilisk Communications, Channel 4, British Screen Productions, ZDF, Uplink, Sohbi Kikaku et Space Shower TV
- Société de distribution : CQFD (France)
- Pays :  Royaume-Uni,  Allemagne et  Japon
- Genre : Drame
- Durée : 92 minutes
- Date de sortie : 
  - 4 janvier 1991 ( Royaume-Uni)
  - 25 octobre 1995 ( France)

## Distribution
- Tilda Swinton : la Madone
- Johnny Mills : l'amant
- Kevin Collins : l'amant
- Philip MacDonald : Joseph
- Pete Lee-Wilson : le Diable
- Spencer Leigh : Marie-Madeleine / Adam
- Jody Graber : le jeune garçon
- Roger Cook : Christ